# Drapetis aliternigra
Drapetis aliternigra är en tvåvingeart som beskrevs av Axel Leonard Melander 1918. Drapetis aliternigra ingår i släktet Drapetis och familjen puckeldansflugor.
Artens utbredningsområde är Illinois. Inga underarter finns listade i Catalogue of Life.